# Ormeniș
Ormeniș là một xã thuộc hạt Brașov, România. Dân số thời điểm năm 2002 là 3414 người.